# Severin Hacker
Severin Hacker (Zug, 6 de juliol de 1984) és un informàtic suís conegut per haver cofundat i ser el director de tecnologia de l'aplicació Duolingo, la més popular per a aprendre idiomes en tot el món.

## Vida primerenca i formació
Va néixer i es va criar a la ciutat suïssa de Zug. Va rebre un Bachelor of Science en Informàtica a l'Escola Federal Politècnica de Zuric. En un interviu del 2020, va detallar que els videojocs havien influït enormement en el seu interès per la informàtica. Després, va mudar-se a Pittsburgh, i es va doctorar també en Informàtica a la Universitat Carnegie Mellon. Allà, a més, va fundar Duolingo juntament amb el guatemalenc Luis von Ahn el 2009.

## Fundació de Duolingo
Inicialment, ell i Luis von Avhn, que havia dirigit la seva tesi, volien desenvolupar un aplicatiu que pogués traduir webs d'internet, per tal que els qui no sabessin anglès poguessin accedir als que hi estiguessin escrits. Sentien, però, que un programari de traducció automàtica no era tan efectiu com l'usatge de les habilitats i la coneixença d'un bilingüe. Durant el doctorat de Hacker, Duolingo va néixer com a conseqüència d'aquesta idea. El fi de Duolingo per a ell era que fos del tot gratuït per a assegurar-se que fins i tot la persona amb menys recursos del món amb connexió a internet hi tingués accés.

### Duolingo
Ell i el seu equip doctoral van fer servir tecnologia didàctica per a personalitzar Duolingo d'usuari a usuari. Concretament, pretenien que pogués preveure quins conceptes lingüístics estava cadascun a punt d'oblidar. El 2012, un estudi conduït per universitats estatunidenques va concloure que passar 34 hores aprenent a Duolingo equivalia a un semestre complet d'un curs d'idiomes a nivell universitari. El 2015, Hacker i el seu col·lega von Ahn van començar a comercialitzar traduccions, com ara al noticiari tecnològic espanyol CNN.

### Filosofia de la retenció
La filosofia de la retenció, ideada per Hacker, es compon de dos principis: l'aprenentatge hauria de ser divertit i la motivació de qui aprèn ha de mantenir-se alta. Mitjançant Duolingo, aspirava a oferir als usuaris l'opció d'incrementar llur quota d'atenció ajustant el temps de cada sessió i la dificultat del curs. Una altra pensada encabida en la seva filosofia era ludificar Duolingo.

## Premis i reconeixements
- El 2014, va rebre Crunchie Award pel Millor Debut.[11]
- El 2014, va ser inclòs a la ressenya del Massachusetts Institute of Technology Top Innovators under 35.[10]
- El 2016, junt amb von Ahn, va rebre el Tech 50 award.[12]
- El 2019, va rebre el One Young World's Entrepreneur of the Year Award.[13]

## Investiments i emprenedories
- IAM Robotics, una empresa de robòtica centrada en l'assoliment autònom de les tasques.
- ViaHero, un servei de planificació de viatges que crea itineraris personalitzats.
- Brainbase, una plataforma que ajuda empreses a gestionar i monetitzar llur propietat intel·lectual.
- Gridwise, una app que aporta informació de la demanda automobilística arreu d'una ciutat.
- Abililife, una empresa que desenvolupa tecnologies per a atendre pacients de Parkinson.[14]